# Божко Іван
Божко Іван (? — після 1920) – український громадський діяч у Микольську-Уссурійському, поштово-телеграфний службовець.
У липні 1917 року був кандидатом від Микольськ-Уссурійської Української Громади до місцевої міської думи. 30 липня 1917 року обраний заступником голови Микольськ-Уссурійської Української Громади. Голова останнього засідання II-ї сесії Української Далекосхідньої Крайової Ради (травень 1919), на якій було затверджено Конституцію національно-культурної автономії українців Далекого Сходу. У травні 1920 року був кандидатом до Микольськ-Уссурійської міської думи, голова української кооперативної громади в с. Осинівка.